# Las Higueras, Ayotlán
Las Higueras är en ort i Mexiko.   Den ligger i kommunen Ayotlán och delstaten Jalisco, i den centrala delen av landet, 400 km väster om huvudstaden Mexico City. Las Higueras ligger 1 592 meter över havet och antalet invånare är 415.
Terrängen runt Las Higueras är kuperad norrut, men söderut är den platt. Runt Las Higueras är det ganska tätbefolkat, med 111 invånare per kvadratkilometer. Närmaste större samhälle är Atotonilco el Alto, 10,7 km nordväst om Las Higueras. I omgivningarna runt Las Higueras växer huvudsakligen savannskog.